# Adiantum roborowskii
Adiantum roborowskii är en kantbräkenväxtart som beskrevs av Carl Maximowicz. Adiantum roborowskii ingår i släktet Adiantum och familjen Pteridaceae. Utöver nominatformen finns också underarten A. r. faberi.